# Ugo Fabietti
Ugo Enzo Mauro Fabietti (Milano, 20 novembre 1950 – Milano, 7 maggio 2017) è stato un antropologo italiano.
Formatosi all'Università Statale di Milano, all'Università di Pavia e all'EHEES di Parigi, ha condotto le sue ricerche più importanti in Medio Oriente, occupandosi tra l'altro di stratificazione sociale, identità etnica e antropologia delle religioni. Considerato uno dei maggiori antropologi italiani a cavallo tra XX e XXI secolo, è noto come autore di manuali di storia e teoria dell'antropologia largamente adottati nelle università italiane. Dal 1998 ha insegnato come professore ordinario all'Università di Milano-Bicocca, dove è stato tra i fondatori del Dipartimento di Scienze Umane per la Formazione, nonché tra i principali fautori del corso di laurea magistrale e del corso di dottorato di ricerca in antropologia culturale e sociale.

## Biografia
Nato a Milano nel 1950, Ugo Fabietti intraprese gli studi universitari in filosofia all'Università Statale di Milano. Qui fu, tra gli altri, allievo di Francesco Remotti, con cui iniziò un lungo rapporto di filiazione accademica che portò i due, tra l'altro, a collaborare alla pubblicazione del Dizionario di Antropologia, fra i primi e più importanti del panorama editoriale italiano. Alla ricerca di un ambiente più fecondo per lo studio dell'antropologia, dopo due anni si trasferì all'Università degli Studi di Pavia, dove nel 1975 si laureò in filosofia teoretica. Dal 1976, perfezionò lo studio dell'antropologia sociale all'École des hautes études en sciences sociales (EHESS) di Parigi, proseguendo al contempo gli studi di filosofia a Pavia. Nel 1978 conseguì sia il Diploma in Antropologia sociale (Studi africani) all'EHESS che il Diploma di specializzazione in Filosofia presso l'Università di Pavia.
Nel quinquennio 1983-1988 fu ricercatore all'Università di Torino, quindi professore associato all'Università di Pavia, dal 1989 al 1994. Nel 1995, conseguito l'ordinariato, ottenne la cattedra di antropologia culturale dell'Università di Firenze, dove rimase fino al 1998, dirigendo altresì il Dipartimento di Studi Sociali (1997-1998). Nello stesso anno, iniziò a lavorare nella neonata Università di Milano-Bicocca, dove rimase fino alla morte prematura, ricoprendo tra l'altro il ruolo di Direttore del Dipartimento di Epistemologia ed Ermeneutica della Formazione.

## Aree e interessi di ricerca
Nel corso della sua carriera accademica Ugo Fabietti ha svolto ricerca prevalentemente nella Penisola arabica, nell'Iran meridionale e nel Belucistan pakistano, aree geografiche nelle quali ha condotto una serie di indagini etnografiche. In particolare, tra il 1978 e il 1980 ha svolto ricerca presso i beduini nomadi dell'Arabia Saudita settentrionale; nel 1984 in Iran; e per otto anni, dal 1986 al 1994, tra gli agricoltori del Belucistan meridionale pakistano. Ha inoltre compiuto viaggi di studio in altri paesi del Medio Oriente, dell'Africa Settentrionale e subsahariana, e in Madagascar.
I suoi interessi di studio hanno compreso diverse tematiche antropologiche quali la costruzione sociale della memoria, l'identità etnica, i processi di stratificazione sociale, gli aspetti materiali della religione. In anni recenti si è interessato anche ad aspetti della contemporaneità, tra cui ad esempio il ruolo della religione nelle odierne società mediorientali.
Oltre alle sue aree di ricerca specifiche, si è occupato di epistemologia e storia dell'antropologia, dando alle stampe diversi manuali universitari.

## Attività didattica e accademica
Attivo all'Università di Milano-Bicocca come Professore ordinario fin dall'istituzione dell'Ateneo nel 1998, l'anno successivo Ugo Fabietti ha contribuito a fondare il nuovo Dipartimento di Epistemologia ed Ermeneutica della Formazione (Facoltà di Scienze della Formazione, oggi Dipartimento di Scienze Umane per la Formazione “Riccardo Massa”), di cui è diventato Direttore. Sempre in Bicocca, nel 2000 ha dato vita assieme ai colleghi al Corso di Dottorato di ricerca in Antropologia della contemporaneità, dal 2013 denominato Dottorato in Antropologia Culturale e Sociale (DACS), di cui è stato coordinatore fino al 2017.
Prima dell'arrivo all'Università Bicocca, Ugo Fabietti è stato Ricercatore all'Università di Torino (1983-1988), Professore associato all'Università di Pavia (1989-1994) e Professore ordinario all'Università di Firenze (1995-1998), dove è stato Direttore del Dipartimento di Studi Sociali nel biennio 1997-1998. In aggiunta, dal 2010 al 2017 ha tenuto il corso di Antropologia culturale e dello sviluppo presso l'Università Bocconi di Milano.
Ugo Fabietti è stato uno dei soci fondatori dell'ANUAC Archiviato il 17 maggio 2017 in Internet Archive. (Associazione Nazionale Universitaria degli Antropologi Culturali) ed è stato membro del consiglio direttivo di AISEA (Associazione Italiana per le Scienze Etno-Antropologiche). Ha fatto parte inoltre del gruppo di ricerca internazionale GRECSA (Groupe de recherche sur la construction de l'objet anthropologique) e della redazione del Nomadic Peoples Journal Archiviato il 24 agosto 2017 in Internet Archive.. È stato Professeur visitant presso l'EHESS di Parigi. Ha promosso ed è stato direttore scientifico del CREAM (Centro di Ricerche Etno-Antropologiche di Milano).
Ugo Fabietti è autore di alcuni dei manuali di storia e teoria dell'antropologia più diffusi nei corsi di studi demo-etno-antropologici delle università italiane, quali ad esempio Storia dell'antropologia ed Antropologia culturale. L'esperienza e l'interpretazione, che contano diverse riedizioni. Ha pubblicato inoltre un manuale di antropologia per le scuole secondarie superiori. Nel 1997 ha curato assieme a Francesco Remotti il Dizionario di antropologia, edito da Zanichelli.
Fin dalla sua nascita nel 2001, Ugo Fabietti ha diretto l'Annuario di Antropologia, una collana periodica di saggi sulla contemporaneità edita dall'editore Meltemi. Ha mantenuto la direzione del periodico anche in seguito alla sua trasformazione in rivista elettronica open access dal titolo Antropologia, edita da Ledizioni. Va annoverata tra i suoi impegni editoriali anche la fondazione, nel 2002, e la direzione della collana Culture e società per l'editore milanese Raffaello Cortina.

## Pubblicazioni principali
- Il popolo del deserto. I beduini Shammar del Gran Nefud Arabia Saudita, Roma-Bari, Laterza, 1984
- Storia dell'antropologia, Bologna, Zanichelli, 1991 (ultima ed. 2011)
- Il sapere dell’antropologia. Pensare, comprendere, descrivere l’altro, Milano, Mursia, 1993
- L'identità etnica. Storia e critica di un concetto equivoco, Milano, Carocci, 1995 (ultima ed. 2013)
- The Anthropology of Tribal and Peasant Pastoral Societies: The Dialectics of Social Cohesion and Fragmentation (a cura, con P. C. Salzman), Pavia, IBIS, 1996
- Etnografia della frontiera. Antropologia e storia in Baluchistan, Roma, Meltemi, 1997
- Dizionario di antropologia. Etnologia. Antropologia culturale. Antropologia sociale (a cura, con F. Remotti), Bologna, Zanichelli, 1997
- Etnografia. Scritture e rappresentazioni dell'antropologia (con V. Matera), Milano, Carocci, 1998
- Antropologia culturale. L'esperienza e l'interpretazione, Roma-Bari, Laterza, 1999 (ultima ed. 2014)
- Sceicchi, beduini e santi. Potere, identità tribale e religione nel mondo arabo-musulmano, Milano, Franco Angeli, 2001
- Culture in bilico. Antropologia del Medio Oriente, Milano, Bruno Mondadori, 2002
- Dal tribale al globale. Introduzione all'antropologia (con R. Malighetti e V. Matera), Milano, Bruno Mondadori, 2002 (ultima ed. 2012)
- Elementi di antropologia culturale, Milano, Mondadori Università, 2004 (ultima ed. 2015)
- Materia sacra. Corpi, oggetti, immagini, feticci nella pratica religiosa, Milano, Raffaello Cortina, 2014
- Medio Oriente. Uno sguardo antropologico, Milano, Raffaello Cortina, 2016